# Parc-y-Cromlech
Das Wedge Tomb Parc-y-Cromlech (auch Penrhiw Dolmen oder Pen-rhiw genannt) liegt nordwestlich von Goodwick, bei Fishguard in Pembrokeshire in Wales. Wedge Tombs (deutsch „Keilgräber“), früher auch „wedge-shaped gallery grave“ genannt, sind ganglose, mehrheitlich ungegliederte Megalithanlagen der späten Jungsteinzeit und der frühen Bronzezeit auf den Britischen Inseln.

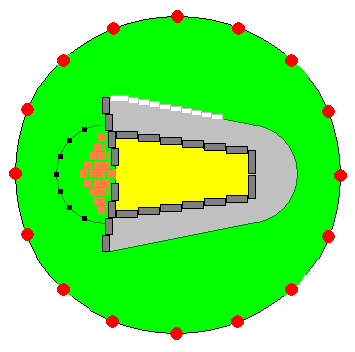
Prinzipskizze Wedge Tomb am Beispiel von Island

Die Reste des neolithischen Wedge Tombs, von dessen Art es nur etwa 20 in Cornwall und Wales, aber 50 auf den Scilly-Inseln und aktuell etwa 400 erhaltene in Irland gibt, sind trotz der für den Typ charakteristischen geringen Höhe bemerkenswert. Beim Parc-y-Cromlech liegt ein großer Deckstein auf drei Tragsteinen, die eine Kammer von 3,9 × 1,8 m bilden.